# Leszek Malinowski (aktor)
Leszek Malinowski (ur. 31 maja 1959 w Koszalinie) – polski artysta kabaretowy, aktor i scenarzysta. Współtworzy kabaret „Koń Polski”. 
Absolwent Wyższej Szkoły Inżynierskiej w Koszalinie na Wydziale Ochrony Środowiska. Założyciel Radio Północ.

## Wybrana filmografia
- 1999: Badziewiakowie jako Jerzy Badziewiak (także scenariusz i reżyseria)
- 2000: Skarb sekretarza jako Stanisław Michałek (także autor scenariusza)
- 2002: Jest sprawa... jako Stanisław Michałek
- 2004: Cudownie ocalony jako ksiądz Jamrozik
- 2009: Zamiana jako nowy pracodawca Kamilii